# Joan Carbonell i Verdaguer
Joan Carbonell i Verdaguer   (Barcelona, 24 de gener de 1906 - Barcelona, 12 de gener de 1991), més conegut com Nelo Carbonell, va ser un jugador de bàsquet que jugava ala posició de defensa. Va jugar als següents clubs: CADCI, UE Sants, Club Esportiu Laietà i FC Barcelona.
És un dels pioners del bàsquet espanyol. Va començar jugant al CADCI l'any 1927, tot i que va completar gairebé tota la seva carrera esportiva al FC Barcelona, al qual va arribar el 1928. No cobrava res però disposava d'alguns avantatges. Li pagaven la samarreta, els pantalons i els mitjons, que en la resta de clubs havien de pagar i disposava d'un carnet per anar gratis al futbol. Es va retirar el 1936 a causa de l'inici de la guerra civil. En el mes d'octubre de 1940 el Barcelona li va retre un homenatge aprofitant la inauguració de la nova pista a Les Corts.
Va ser sis vegades internacional. Va participar en el Campionat d'Europa de bàsquet celebrat a Suïssa l'any 1935 on va obtenir la primera medalla en una competició oficial per a Espanya, la plata. Els seus companys en aquesta fita van ser els germans Alonso, Emilio i Pedro, (nascuts a Cuba, de pares bascos), Rafal Martín i Rafael Ruano, (d'origen centreamericà), Cayetano Ortega, (d'origen caribeny), el també català Armand Maunier, i l'aragonès establert a Catalunya, Ferran Muscat. El seleccionador era Mariano Manent, nascut a l'Argentina de pares espanyols, i establert a Catalunya.